# 정평운수
정평운수(定平運輸)는 서울특별시 강서구 개화동로8길 17 (방화동)에 있는 서울특별시의 시내버스 업체이다. 4권역과 6권역에서 지선버스를 운행한다.

## 역사 및 현황
- 2004년 6월 18일: 서울특별시 강서구 가양동 160-14에서 자본금 3억원으로 현재의 주식회사 정평운수 설립. 박은덕 대표이사 취임.
- 2004년 6월 22일: 강남구 포이동 262-12에 구룡영업소 설치.
- 2004년 7월 12일: 강서구 가양동 160-14, 202호에 마곡영업소, 강서구 개화동 244-39에 설경영업소 각각 설치.
- 2008년 12월 22일: 구룡영업소를 현 위치인 송파구 장지동 579로 이전.
- 2009년 6월 8일: 본사와 마곡영업소를 현 위치인 서울특별시 강서구 개화동 506-2로 이전.
- 2009년 11월 24일: 설경영업소를 현 명칭인 부일영업소로 변경.
- 2011년 7월 7일: 본사와 마곡영업소의 지번이 663번지로 변경.
- 2012년 8월 10일: 부일영업소를 현 위치인 강서구 개화동 663번지로 이전.

## 운행 노선
2023년 5월 13일 기준이다.
| 운행노선 | 운행구간             | 운행구간 | 운행구간                         | 배차간격 (분) | 인가 대수 | 비고                                           |
| -------- | -------------------- | -------- | -------------------------------- | ------------- | --------- | ---------------------------------------------- |
| 4433번   | 대치역               | ↔        | 양재역                           | 6~9           | 8         | 구 강남마을 10-1번                             |
| 6642번   | 개화역 광역 환승센터 | ↔        | 가양9단지아파트                  | 8~13          | 13        | 구 강서마을 2번. 편도 구간은 6645번의 역순환   |
| 6645번   | 개화역 광역 환승센터 | ↔        | 가양9단지아파트                  | 8~13          | 13        | 구 강서마을 2-1번. 편도 구간은 6642번의 역순환 |
| 6647번   | 개화역 광역 환승센터 | ↔        | 강서운전면허시험장.메이필드 호텔 | 7~10          | 13        | 구 강서마을 7-1번                              |

## 이전 운행 노선
- 6643번: 증미역 ↔ 가양9단지 (구 강서마을 1-1번. 운행 당시 6645번의 역방향 순환 노선. 2017년 8월 5일 노선 개편으로 6642번 및 6645번에 흡수)
- 6646번: 노선 개편으로 6647번과 통합
- 4426번: 4433번의 구 번호

## 차량 구성
- 현대자동차 - 현대 그린시티, 현대 저상 뉴 슈퍼 에어로시티, 현대 일렉시티
- 범한자동차 - 범한자동차 E-STAR 이스타 8

## 사업장 현황
- 본사 : 서울특별시 강서구 개화동로8길 17 (방화동)
- 영업소 : 구룡영업소 서울특별시 송파구 헌릉로 869 (장지동), 구암영업소/마곡영업소/설경영업소 서울특별시 강서구 개화동로8길 17(방화동)